# The Beautiful Hen Behind Yao Mountain
The Beautiful Hen Behind Yao Mountain és una pel·lícula de drama romàntic de Malawi de l'any 2019, dirigida per Imran Kingsly Shaban i produïda per Imran Pitersen Kaisi. La pel·lícula és protagonitzada per Ken Kananji i Bertha Nkhoma en papers principals, mentre que Abdullah i Kamlanje Fantasia Mkwamba van fer papers secundaris. La pel·lícula es va rodar al districte Mangochi de Malawi al Che Moto Village.
La pel·lícula va rebre elogis de la crítica i es va projectar a tot el món. El 2019, la pel·lícula va ser nominada al concurs de cinema d'Àfrica del Sud del Festival de Cinema Documental i Artístic de Sotambe a Zàmbia. El mateix any, la pel·lícula es va projectar al Festival Internacional de Cinema de Bayelsa, Nigèria. També és la tercera pel·lícula de Malawi nominada a la categoria Millor pel·lícula – Àfrica del Sud als premis Africa Magic Viewers' Choice Awards (AMCVAs) 2020.

## Repartiment
- ReKen Kananji com Amadu
- Bertha Nkhoma com Asuwema
- Abdullah com a John
- Kamlanje Fantasia Mkwamba com Abiti Daudi